# Bibliothèque diocésaine de Tunis
La Bibliothèque diocésaine de Tunis ou Bibliothèque des sciences religieuses de Tunis est une bibliothèque tunisienne située à Tunis. Dépendant de l'archidiocèse de Tunis et spécialisée dans les sciences des religions, elle a pour but de se mettre au service du dialogue entre les religions et les cultures.

## Localisation
Elle se situe sur la rue Sidi Saber, au centre de la médina de Tunis, et occupe le rez-de-chaussée de l'ancienne école privée catholique Saint-Joseph des Sœurs de Saint-Joseph de l'Apparition.

## Historique
Après la fermeture de l'école des Sœurs en 1999, l'archevêque de Tunis, Fouad Twal confie au père Francisco Donayre de la société des pères blancs le projet d'une bibliothèque des sciences des religions qui, après des travaux de réaménagement, ouvre en janvier 2001. La configuration actuelle des locaux date de 2003.

## Fonds
La bibliothèque diocésaine de Tunis abrite plus de 50 000 volumes traitant de la culture tunisienne, des sciences humaines mais surtout des sciences religieuses, de l'Antiquité à nos jours. Elle conserve de nombreuses revues éteintes et est abonnée à plusieurs revues en cours.
Le fonds initial inclut les livres de l'ancien grand séminaire de Tunis (fermé en 1964 et cédé à l'État pour devenir l'École nationale d'administration) et de l'héritage de la bibliothèque privée d'un prêtre ayant longtemps enseigné à Tunis, l'abbé Jean-Marie Guillemaud. La bibliothèque continue à se spécialiser en sciences religieuses et acquiert régulièrement de nouveaux ouvrages.
Le fonds est multilingue : on y trouve des livres et documents en arabe ainsi qu'en plusieurs langues modernes européennes ou en langues classiques (grec, latin et hébreu), concernant principalement les grandes religions monothéistes (christianisme, islam et judaïsme) mais aussi les religions traditionnelles africaines et les religions orientales.
La littérature classique française y est également disponible.

## Associations, partenariat et collaboration
L'association française Partenariat interculturel méditerranéen, fondée à Aurillac, a pour but d'aider la bibliothèque diocésaine de Tunis.
L'association tunisienne Carthagina collabore régulièrement avec la bibliothèque pour y organiser diverses activités sociales et culturelles.
La bibliothèque est aussi en contact régulier avec le Centre d'études de Carthage et l'Institut des belles lettres arabes.

## Activités
Outre la gestion du fonds et les services rendus aux lecteurs et chercheurs, la bibliothèque organise aussi des conférences et cycles de conférences thématiques, par exemple sur les racines multiculturelles de la Tunisie.
Elle accueille aussi d'autres événements ponctuels ou réguliers, comme des ateliers Wikimédia et un projet GLAM.

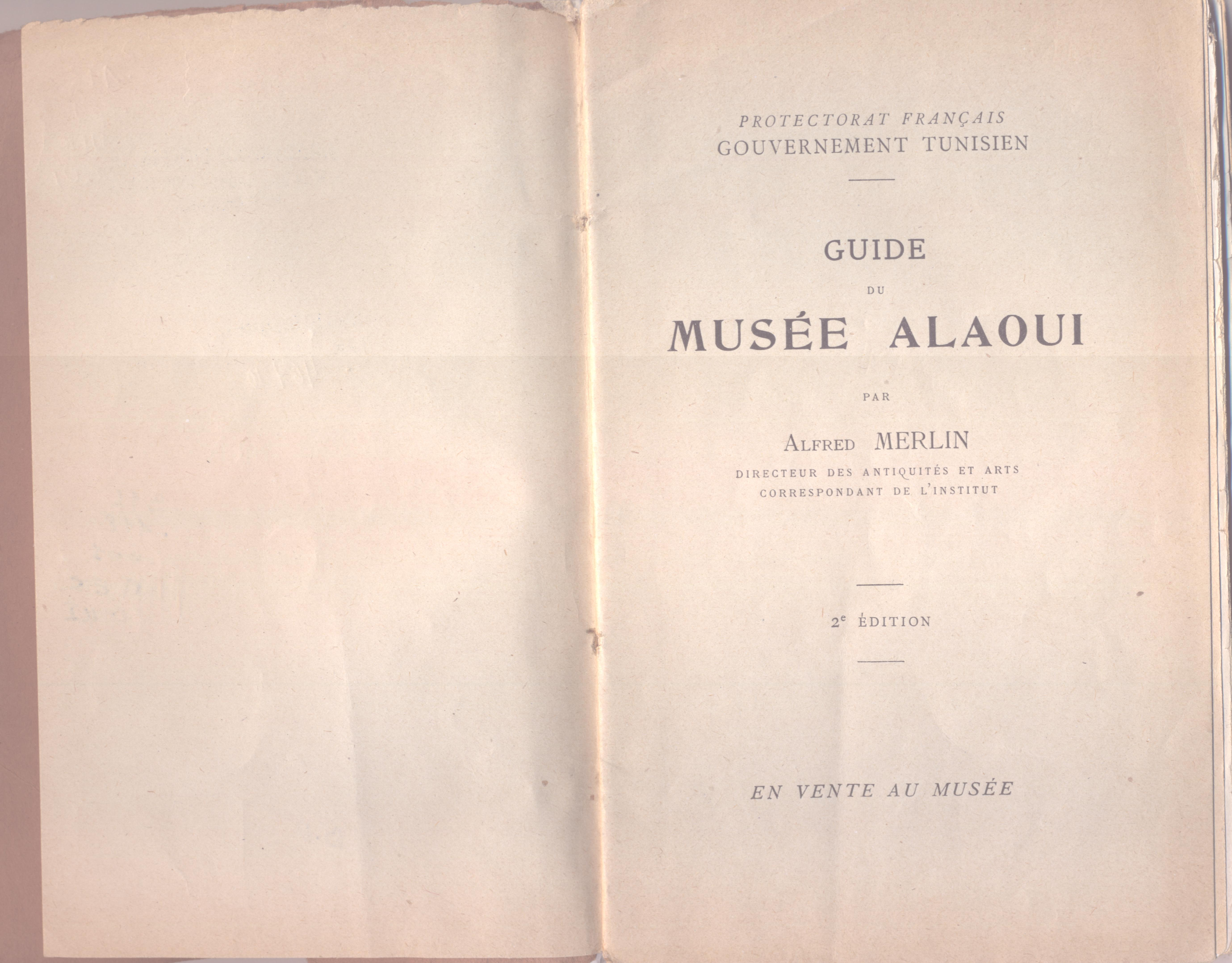
Page de grand titre du Guide du musée Alaoui publié par Alfred Merlin en 1915.
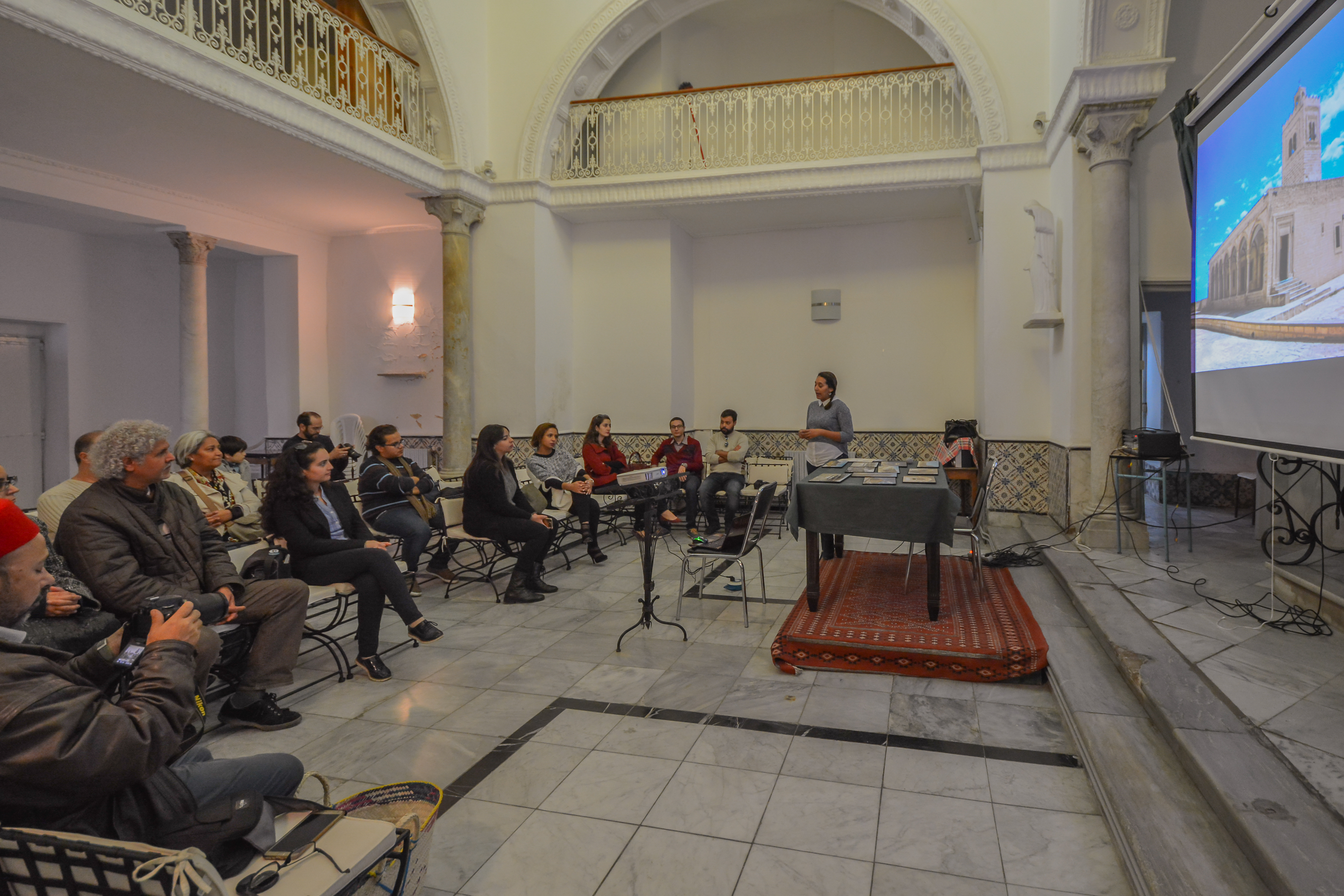
Ancienne chapelle accueillant la cérémonie de remise des prix du concours Wiki Loves Monuments 2016.